# Lorenzo Del Prete
Lorenzo Del Prete (Roma, 12 gennaio 1986) è un ex calciatore italiano, di ruolo difensore.

## Caratteristiche tecniche
Nasce calcisticamente come attaccante, ma negli anni ha arretrato il proprio raggio d'azione essendo adattato nel giocare come esterno di centrocampo e poi successivamente come terzino su entrambe le fasce; può essere schierato occasionalmente anche da difensore centrale.

## Carriera
Inizia la sua carriera tra le file del Monterotondo, disputando il campionato di Serie D. Qui viene notato dagli osservatori della Juventus, i quali lo portano a Torino. Coi bianconeri gioca nel settore giovanile, senza mai debuttare in prima squadra. Gioca le sue prime due annate tra i professionisti con le maglie di Pizzighettone e Lanciano, in Serie C1.
L'8 luglio 2008 passa in comproprietà al Siena. Coi toscani esordisce in Serie A il 31 agosto seguente, nella prima giornata di campionato, in occasione della trasferta di Bergamo persa 1-0 contro l'Atalanta. In tutta la stagione disputa 5 incontri in massima serie. Il 2 luglio 2009, dopo essere stato riscattato dal club senese, viene dirottato in prestito al Frosinone, disputando 31 gare in Serie B con la casacca dei ciociari.
Il 15 luglio 2010 passa al Pescara, con la formula del prestito con diritto di riscatto della metà del cartellino. A fine stagione non viene riscattato dagli abruzzesi e fa quindi ritorno a Siena, dove viene inizialmente convocato per il ritiro estivo; tuttavia il 25 agosto 2011 passa alla Nocerina, ancora in prestito. Poche settimane dopo, il 29 ottobre realizza con la maglia rossonera il suo primo gol da calciatore professionista, nel match vinto per 4-2 sulla Sampdoria.
Il 20 luglio 2012 si trasferisce a titolo definitivo al Novara. Rimane in Piemonte sino al 22 gennaio 2013, quando si accasa in prestito al Crotone dove conclude il campionato; a fine stagione, viene prolungato il prestito in Calabria anche per l'annata successiva in cui sigla il suo primo gol in rossoblù contro il Bari, aprendo le marcature nella trasferta vinta 2-1 dai crotonesi.
Il 18 luglio 2014 il suo cartellino è acquistato dal Perugia, neopromosso in cadetteria. Debutta coi grifoni il 23 agosto successivo, nel terzo turno di Coppa Italia contro lo Spezia, mentre l'esordio in campionato avviene il 29 dello stesso mese nella sfida interna col Bologna, fornendo nell'occasione al compagno di squadra Verre l'assist per il vantaggio biancorosso; il 7 settembre, nella trasferta di campionato a Bari, sigla la sua prima rete in maglia perugina che vale il 2-0 finale.
Dopo un semestre in Umbria, nella sessione invernale di mercato passa a titolo definitivo al Catania, sempre in serie cadetta, dove tuttavia rimane solo sei mesi poiché, nella successiva estate, viene riacquistato ancora dal Perugia. Il 3 febbraio 2016, con il ritiro del compagno di squadra Gianluca Comotto dall'attività agonistica, diventa ufficialmente il nuovo capitano dei grifoni; ruolo che mantiene fino all'estate 2018, quando si svincola dalla società umbra.
Il 9 ottobre 2018 torna dopo dodici anni alla Juventus, aggregandosi come fuoriquota nella Juventus U23, neonata seconda squadra bianconera militante in Serie C. Il 16 agosto 2019 viene acquistato dal Trapani, tornando così nella seconda serie a distanza di una stagione; rimane con i granata per il successivo campionato, svincolandosi nell'estate 2020. Dopo qualche mese d'inattività, il 31 ottobre dello stesso anno si accorda a stagione in corso con il Foggia, in Serie C. A fine stagione, dopo aver collezionato una rete in 16 presenze, rimane nuovamente svincolato; una situazione che si protrare per alcuni mesi, prima fare ritorno il 1º aprile 2022 a Novara, in Serie D.

## Statistiche

### Presenze e reti nei club
Statistiche aggiornate al 21 aprile 2024.
| Stagione        | Squadra         | Campionato      | Campionato | Campionato | Coppe nazionali | Coppe nazionali | Coppe nazionali | Coppe continentali | Coppe continentali | Coppe continentali | Altre coppe | Altre coppe | Altre coppe | Totale | Totale |
| Stagione        | Squadra         | Comp            | Pres       | Reti       | Comp            | Pres            | Reti            | Comp               | Pres               | Reti               | Comp        | Pres        | Reti        | Pres   | Reti   |
| --------------- | --------------- | --------------- | ---------- | ---------- | --------------- | --------------- | --------------- | ------------------ | ------------------ | ------------------ | ----------- | ----------- | ----------- | ------ | ------ |
| 2006-2007       | Pizzighettone   | C1              | 26+2       | 0          | CI              | 0               | 0               | -                  | -                  | -                  | -           | -           | -           | 28     | 0      |
| 2007-2008       | Lanciano        | C1              | 27+1       | 0          | CI              | 0               | 0               | -                  | -                  | -                  | -           | -           | -           | 28     | 0      |
| 2008-2009       | Siena           | A               | 5          | 0          | CI              | 1               | 0               | -                  | -                  | -                  | -           | -           | -           | 6      | 0      |
| 2009-2010       | Frosinone       | B               | 31         | 0          | CI              | 2               | 0               | -                  | -                  | -                  | -           | -           | -           | 33     | 0      |
| 2010-2011       | Pescara         | B               | 14         | 0          | CI              | 1               | 0               | -                  | -                  | -                  | -           | -           | -           | 15     | 0      |
| 2011-2012       | Nocerina        | B               | 9          | 1          | CI              | 0               | 0               | -                  | -                  | -                  | -           | -           | -           | 9      | 1      |
| 2012-gen. 2013  | Novara          | B               | 15         | 0          | CI              | 0               | 0               | -                  | -                  | -                  | -           | -           | -           | 15     | 0      |
| gen.-giu. 2013  | Crotone         | B               | 17         | 0          | CI              | 0               | 0               | -                  | -                  | -                  | -           | -           | -           | 17     | 0      |
| 2013-2014       | Crotone         | B               | 40+1       | 1          | CI              | 2               | 0               | -                  | -                  | -                  | -           | -           | -           | 43     | 1      |
| Totale Crotone  | Totale Crotone  | Totale Crotone  | 57+1       | 1          |                 | 2               | 0               |                    | -                  | -                  |             | -           | -           | 60     | 1      |
| 2014-gen. 2015  | Perugia         | B               | 17         | 2          | CI              | 1               | 0               | -                  | -                  | -                  | -           | -           | -           | 18     | 2      |
| gen.-giu. 2015  | Catania         | B               | 9          | 0          | CI              | 0               | 0               | -                  | -                  | -                  | -           | -           | -           | 9      | 0      |
| 2015-2016       | Perugia         | B               | 33         | 4          | CI              | 1               | 0               | -                  | -                  | -                  | -           | -           | -           | 34     | 4      |
| 2016-2017       | Perugia         | B               | 21+2       | 0          | CI              | 2               | 0               | -                  | -                  | -                  | -           | -           | -           | 25     | 0      |
| 2017-2018       | Perugia         | B               | 22+1       | 0          | CI              | 0               | 0               | -                  | -                  | -                  | -           | -           | -           | 23     | 0      |
| Totale Perugia  | Totale Perugia  | Totale Perugia  | 93+3       | 6          |                 | 4               | 0               |                    | -                  | -                  |             | -           | -           | 100    | 6      |
| ott. 2018-2019  | Juventus U23    | C               | 27         | 1          | CI-C            | 0               | 0               | -                  | -                  | -                  | -           | -           | -           | 27     | 1      |
| 2019-2020       | Trapani         | B               | 15         | 0          | CI              | 1               | 0               | -                  | -                  | -                  | -           | -           | -           | 16     | 0      |
| nov. 2020-2021  | Foggia          | C               | 15+1       | 1          | CI-C            | 0               | 0               | -                  | -                  | -                  | -           | -           | -           | 16     | 1      |
| apr.-giu. 2022  | Novara          | D               | 1          | 0          | -               | -               | -               | -                  | -                  | -                  | -           | -           | -           | 1      | 0      |
| Totale Novara   | Totale Novara   | Totale Novara   | 16         | 0          |                 | 0               | 0               |                    | -                  | -                  |             | -           | -           | 16     | 0      |
| Totale carriera | Totale carriera | Totale carriera | 344+8      | 1          |                 | 11              | 0               |                    | -                  | -                  |             | -           | -           | 363    | 10     |

## Palmarès

### Competizioni giovanili
- Campionato Primavera: 1

Juventus: 2005-2006

### Competizioni nazionali
- Campionato italiano Serie D: 1

Novara: 2021-2022 (girone A)